# Русская рулетка (телеигра)
«Русская рулетка» — телеигра производства ООО «Общество открытых окон», транслировавшаяся на ОРТ («Первом канале») со 2 апреля 2002 по 6 августа 2004 года.
Программа представляет собой телевикторину, в которой задаются вопросы и даются на них ответы, при правильном ответе даются «деньги», а при неправильном возникает угроза выбыть из игры, причём не просто выбыть, а «провалиться в бездну», приведя при этом в действие «механизм русской рулетки». Борьба идёт между пятью игроками за главный приз — 1 миллион рублей. Основанная на международном формате «Russian Roulette», эта игра вышла намного раньше, чем её американская версия. Ведущий — Валдис Пельш, который одновременно занимал на тот момент пост директора дирекции детских и развлекательных программ «ОРТ/Первого канала».

## Описание игровой сцены
Игровая сцена представляет собой площадку с круглыми люками, по форме напоминающую барабан револьвера (это прямая отсылка к азартной игре, которая и дала название передаче). Количество люков равно числу камор в барабане, то есть таковых шесть (6). Сам «барабан» был сделан из крепкой деревянной фанеры.
На люках располагаются игровые места. Возле каждого люка, кроме одного, находится монитор, на котором отображаются вопрос, варианты ответа, а также пульс и текущий банк каждого игрока. Рядом с монитором с правой стороны имеется рычаг, который опускают для приведения в действие «механизма русской рулетки».
Посередине имеется шестиугольная стеклянная площадка (под которой виден механизм), где стоит ещё один монитор с рычагом и располагается место ведущего. От люка, перед которым нет монитора, отходит дорожка, по которой ведущий выходит на сцену. Дорожка ведёт к порталу, где расположен выход. Портал отдалённо напоминает глаз и подсвечивается синим или красным светом.

## Правила игры
Игра состоит из четырёх основных раундов и трёх вопросов финала.

### Раунд 1
В первом раунде играют пять участников. Ведущий приводит в действие «механизм русской рулетки», чтобы определить случайным образом игрока, который задаст первый вопрос первого раунда. Всем игрокам даётся по тысяче рублей. Игроки адресуют («задают») предложенные вопросы друг другу. Предложить вопрос можно любому игроку. Тот, на кого пал выбор, должен ответить. В первом раунде даётся 1 000 рублей за правильный ответ, предлагается два варианта ответа и 20 секунд на обдумывание. При правильном ответе игрок получает тысячу рублей и получает право задавать следующий вопрос любому другому участнику. При ошибочном ответе игрок теряет все свои деньги, которые переходят к задавшему вопрос, и вынужден привести в действие «механизм русской рулетки». Через некоторое время, которое выбирает сам участник, он останавливает механизм. Дальнейшее развитие событий зависит от того, как расположились ячейки механизма.
В первом раунде из шести ячеек одна пустая, то есть шансы выбыть 1:5 (~16—17 %). Если игроку повезло и под ним нет пустой ячейки, он остаётся в игре и получает право задавать следующий вопрос. В случае, если после остановки механизма под игроком оказалась пустая ячейка, через некоторое время для него неожиданно открывается люк, на котором он стоит, и участник выбывает из игры, провалившись в «камору» под люком.
Падение в люк при неправильном ответе снимали с разных ракурсов: сверху, спереди, сбоку и из люка. Также, со 2 по 4 апреля 2002 года демонстрировалась «глубина» люка (выполненная с помощью компьютерной графики), причём в финале её изображали бесконечной (позже эту «фишку» убрали по просьбе телезрителей). При «провале» игрок падает на глубину 2,5 м, приземляясь на мягкие маты. Во втором и третьем сезонах появился звук предупреждения об открытии люка перед падением; в первом сезоне вместо него звучало ускоряющееся «сердцебиение».
Раунд продолжается до тех пор, пока не провалится кто-то из участников или пока не закончатся вопросы раунда. Если они закончились, то выбывающего в данном раунде (а также в последующих двух, если происходит аналогичная ситуация) определяет случай. Тот, у кого наибольшее количество денег, считается «спасённым». Он приводит в действие «механизм русской рулетки» с места ведущего (при этом он находится в безопасности и совершенно точно не провалится). Кто-то, кого выбрал случай, падает и выбывает из игры, а его деньги распределяются поровну между остальными участниками. Если у всех одинаковое количество денег или лидеров несколько, «спасённым» не считается никто: в этом случае механизм включается ведущим, и выбыть может любой игрок.
На случай травмы на площадке присутствует медицинский работник. После инцидента 2003 года, когда на съёмках болгарской версии шоу участница весом 115 кг при падении сломала ногу и организаторам передачи пришлось выплатить ей компенсацию в размере трёх с половиной тысяч долларов, максимальный вес участника был ограничен до 100 кг.

### Раунд 2
Правила аналогичны первому раунду, за исключением того, что за правильный ответ теперь даётся 2 000 рублей, на вопрос предлагается три варианта ответов, а в механизме пусты две ячейки. Шансы в случае ошибочного ответа выбыть 1:2 (~33,3 %). В этом и следующем (третьем) раунде первый вопрос задаёт тот, у кого больше всего денег. Если лидера нет или их несколько, то ведущий приводит в действие «механизм русской рулетки», чтобы определить случайным образом игрока, который будет задавать первый вопрос раунда.

### Раунд 3
В третьем раунде игра становится всё сложнее и сложнее. Здесь за правильный ответ даётся 3 000 рублей, но предлагается уже четыре варианта ответов на вопросы, а в механизме теперь три пустые ячейки. Шансы при неверном ответе выбыть из игры 1:1 (50 %).

### Раунд 4
Четвёртый раунд — «дуэль», так как в нём принимают участие два оставшихся игрока. Вопросы задаются им по очереди. Первым начинает отвечать игрок, у которого меньше денег на счету; в случае равного счёта первый отвечающий игрок определяется ведущим с помощью механизма. За правильный ответ на вопрос даётся 4 000 рублей; на вопрос предлагается пять вариантов ответа, пусты четыре ячейки из шести. Шансы при ошибочном ответе выбыть из игры — 2:1 (~66—67 %). Если вопросы раунда заканчиваются, механизм приводит в действие ведущий, независимо от того, у кого денег больше. Оставшийся в игре участник забирает долю выбывшего соперника и выходит в финал.

### Финал
В финал выходит единственный участник, продержавшийся в игре все четыре раунда. Те деньги, которые были у него на момент окончания четвёртого раунда, являются его «несгораемой суммой». Эти деньги игрок уже не может проиграть ни при каких обстоятельствах. Для победы в финале ему нужно ответить верно на три вопроса и при этом не провалиться в случае ошибки. Выигрыши в трёх частях финала не суммируются, а заменяют друг друга.
Сначала игрок запускает механизм русской рулетки, затем останавливает его и выбирает любое игровое место из шести. Задаётся первый вопрос финала стоимостью 50 тысяч рублей. Даётся всего 10 секунд на размышление без предлагаемых вариантов ответа. Ответ игрок должен назвать сам. Если игрок ошибся, три люка из шести открываются автоматически (риск выбыть — как в третьем раунде, 1:1 или 50 %). Если игрок проваливается, то игра заканчивается. Если игрок не проваливается, то он должен сделать новую попытку ответить (включив механизм, выбрав место и ответив на другой вопрос аналогичной стоимости).
При правильном ответе на вопрос участник получает 50 000 рублей и может решить: уйти из игры (не проваливаясь), забрав все деньги, которые у него есть, либо продолжить игру во второй части финала. Если он решил играть дальше, то отказаться от ответа на следующий вопрос он уже не может.
В случае продолжения игры участник снова запускает механизм, останавливает его и выбирает место. Условия розыгрыша аналогичны: вопрос стоимостью 100 тысяч рублей, 10 секунд на размышление без предлагаемых вариантов ответа, но в случае ошибки открываются теперь четыре люка из шести (риск выбыть — как в четвёртом раунде, 2:1 или около 66—67 %). В случае провала игрок теряет выигранные им 50 тысяч рублей, и игра завершается. Если не проваливается, то пробует ещё раз ответить. При правильном ответе игрок получает 100 000 рублей и принимает решение: уйти, забрав деньги, или продолжить играть в третьей части. Аналогично, после согласия играть на 1 миллион рублей обратного хода нет.
Третья часть — самая напряжённая. Начинается она так же, как и предыдущие, но после выключения игроком механизма вместе с ним любое место выбирает и ведущий. Задаётся вопрос на 1 миллион рублей без предлагаемых вариантов ответа, и в случае правильного ответа игрок выигрывает и получает главный приз игры вместе с выигрышем 4-х раундов. При ошибочном ответе открываются пять люков из шести, при этом вероятность выбыть составляет 5:1 (~83—84 %). В случае неправильного ответа есть три варианта развития событий, при которых игра в любом случае завершается:
- остался игрок, провалился ведущий — в этом случае игрок выигрывает миллион (таким образом, есть возможность выиграть даже при неправильном ответе на вопрос);
- ведущий остался, игрок провалился — игрок теряет деньги, полученные в финале;
- оба провалились — игрок теряет выигранные в финале деньги, и игра заканчивается «по-английски», то есть без финальных слов ведущего.

В первых выпусках игры условий конца финала не описывалось: предполагалось, что если игрок в случае неверного ответа выбирал спасительный люк, то он имел право услышать снова вопрос на 1 миллион рублей. В дальнейшем правила последнего вопроса были изменены, о чём Валдис Пельш заявил официально в выпуске шоу от 20 мая 2002 года.
За всю историю известно лишь 5 случаев, когда задавался вопрос на миллион — Руслану Кузьмичёву (2 апреля 2002), Вадиму Канавскому (13 мая 2002), Алексею Пиманову (25 сентября 2002), Степану Лаврентьеву (30 октября 2002) и Наталье Колывановой (18 декабря 2002). Но никто не смог выиграть главный приз. По заявлению Александра Гольдбурта, одному игроку удалось выиграть миллион, но этот выпуск не показали в эфире в связи с превышением суммарного бюджета игр на «Первом канале».

## История
Шоу было разработано в США компанией Sony Pictures, а пилотные выпуски выходили в Испании и снимались в Мексике. Мировая премьера телеигры состоялась в России на канале «ОРТ» 2 апреля 2002 года. Впоследствии версии передачи выходили в следующих странах: Аргентина, Бразилия, Болгария, Босния и Герцеговина, Великобритания, Гонконг, Греция, Египет, Индия, Индонезия, Испания, Польша, Португалия, Румыния, Северная Македония, Сербия, Сингапур, Словения, США, Тайвань, Турция, Хорватия и Чили. В некоторых международных версиях участников было не пятеро, а четверо.
Как утверждает продюсер Сергей Кордо, появление программы в эфире связано с тем, что Лариса Синельщикова (тогдашняя фактическая жена Константина Эрнста и председатель совета директоров телекомпании ВИD) недолюбливала ведущую параллельно шедшей телеигры «Слабое звено» — Марию Киселёву. Промо-ролик телеигры был удостоен серебряной медали на фестивале рекламы 2003 года в Кёльне.
24 декабря 2002 года, в канун Нового 2003 года, четверо ведущих телеигр на «Первом канале» поменялись ролями, и новогодний выпуск «Русской рулетки» провёл Максим Галкин, на тот момент ведущий телеигры «Кто хочет стать миллионером?». В игре участвовали певица Наталья Сенчукова и группа «Премьер-министр». В финале Сенчукова провалилась на первом же вопросе на 50 000 рублей, оставив за собой право на 16 000 рублей, выигранные в предыдущих четырёх раундах.
10 февраля 2003 года съёмки программы прервались в связи с переговорами с Гошей Куценко, который должен был занять место ведущего вместо Валдиса Пельша, однако в связи с высокой занятостью Куценко в театре и кино переговоры, длившиеся с февраля по май 2003 года, не увенчались успехом, и в июне 2003 года программа была закрыта — по словам продюсера Александра Гольдбурта, из-за невысокой популярности передачи. Тем не менее, осенью того же года Гоша Куценко стал ведущим программы «Трюкачи» на Первом канале. Оставшиеся отснятые выпуски «Русской рулетки» были показаны в период с 5 июля по 6 августа 2004 года.
Несмотря на то, что передачу снимали при поддержке телекомпании ВИD (ООО «Общество открытых окон» является дочерней компанией), и она описана в книге А. Любимова «ВИD на ремесло: как превратить талант в капитал», авторские права на неё принадлежат «Первому каналу». 27 декабря 2017 года на YouTube-канале ВИDgital ViD были опубликованы четыре выпуска «Русской рулетки», однако 11 января 2020 года они были удалены по требованию «Первого канала». 19 ноября 2024 года, к 30-летию «ОРТ/Первого канала», на его официальном сайте были выложены первые 10 выпусков передачи.
На Украине «Рулетку» показывали на телеканале 1+1. В период с 8 апреля по 6 мая 2002 были показаны первые 5 выпусков передачи, после чего вместо неё стали показывать последние 12 выпусков второго сезона «Первого миллиона». При этом выпуски «Рулетки» выходили не по порядку, как в России. Например, последний выпуск был показан 6 мая, а в России — 13 мая, при этом прощание ведущего вырезали. Второй выпуск, показанный 15 апреля, в России вышел лишь 18 июля, однако все провалы были перемонтированы: на украинском телеканале провал был как в первом съёмочном цикле. А выпуск от 29 апреля (в России — 3 апреля) был оборван после того, как игрок неправильно ответил на вопрос в финале.

## Интересные случаи и рекорды
- Татьяна Кондратюк — единственная участница, избежавшая падения до финала (4 раза осталась в игре после неправильного ответа и 1 раз — когда закончились вопросы) (20 мая 2002 года).
- Ирина Козырева — единственная участница, не давшая за весь выпуск ни одного неправильного ответа (4 апреля 2002). В финале Ирина забрала деньги, ответив правильно на вопрос стоимостью 50 000 рублей.
- Руслан Кузьмичёв — первый игрок, дошедший до вопроса на 1 000 000 рублей (2 апреля 2002 года).
- Рекордный выигрыш в финале — 120 000 рублей — заработал Андрей Придеин (2 октября 2002 года).
  - Самый скромный выигрыш — 8000 рублей — заработал Александр Маракулин (7 июня 2003 года).
  - Самый крупный выигрыш (без учёта финала) — 32 000 рублей — заработали Елена Анохина (4 декабря 2002) и Дмитрий Коноваленко (28 апреля 2003).
- Алексей Чистяков (15 марта 2003, выигрыш — 15 000 ₽)[18] и Валерий Верещагин (8 апреля 2002, выигрыш — 21 000 ₽)[19] дважды оставались в финале после неправильного ответа на вопрос стоимостью 50 000 рублей.
  - Олег Кириллов, выигравший 27 000 рублей (29 марта 2003 года), дважды остался в финале после неправильного ответа на вопрос стоимостью 100 000 рублей.
- Самый высокий пульс в игре был зафиксирован у участницы выпуска от 6 мая 2002 года, Марины Равненской (240 ударов).
- В большинстве выпусков принимали участие русские и/или украинцы. Исключением стал выпуск за 5 июля 2004 года, где все участники были из Белоруссии.
- В выпусках за 20 мая 2002 и 7 июня 2003 игроки дали наименьшее количество правильных ответов за всю игру.
  - В первом раунде выпуска за 16 июля 2004 года игроки, напротив, не допустили ни одной ошибки.